# لارنس آزبورن
لارنس آزبورن (انگلیسی: Lawrence Osborne؛ زادهٔ ۲۰ اکتبر ۱۹۶۷) بازیکن فوتبال اهل بریتانیا است.
از باشگاه‌هایی که در آن بازی کرده‌است می‌توان به باشگاه فوتبال آرسنال، باشگاه فوتبال نیوپورت کانتی، باشگاه فوتبال وایکام واندررز، و باشگاه فوتبال گیلینگام اشاره کرد.